# بلايز والشاحنات العملاقة
بلايز والشاحنات العملاقة (بالإنجليزية: Blaze and the Monster Machines)‏ مسلسل رسوم متحركة كندي أمريكي من إنتاج شركة اختراق للترفيه عرض لأول مره في إم بي سي 3.

## روابط خارجية
- بلايز والشاحنات العملاقة على موقع IMDb (الإنجليزية)
- بلايز والشاحنات العملاقة على موقع روتن توميتوز (الإنجليزية)
- بلايز والشاحنات العملاقة على موقع كينوبويسك (الروسية)
- بلايز والشاحنات العملاقة على موقع ألو سيني (الفرنسية)
- بلايز والشاحنات العملاقة على موقع قاعدة بيانات الفيلم (الإنجليزية)